# Кауфман, Илларион Игнатьевич
Илларио́н Игна́тьевич Ка́уфман (5 [17] июля 1847 или 4 [16] июля 1848, Одесса, Херсонская губерния — 25 декабря 1915  [7 января 1916], Петроград) — русский учёный-экономист.

## Биография
Из еврейской купеческой семьи. В 1857—1863 учился во второй одесской гимназии и по её окончании поступил в Ришельевский лицей, но через год оставил его, не окончив курс.
В 1864 поступил на юридический факультет Харьковского университета, который окончил в 1869 году; стажировался за рубежом.
С 1873 чиновник особых поручений при Государственном контролёре. Участвовал в работе Центрального статистического комитета МВД, возглавлял комиссию по разработке материалов Всеобщей переписи населения России в 1897. Член совета Государственного дворянского земельного банка (с 1891). Как член Совета Государственного банка (с 1895) работал над экономическим обоснованием денежной реформы. В 1903 году стал председателем ревизионного органа Государственного банка, в 1907 году был назначен заместителем Управляющего.
С 1889 года читал курс финансового права на юридическом факультете Петербургского университета. В 1894 году перешёл с кафедры теории финансов и русского финансового права на кафедру политической экономии и статистики, и через год возглавил её. С 1893 года — экстраординарный, с 1901-го — ординарный, с 1914-го — заслуженный профессор Петербургского университета. Участвовал в учреждении Международного статистического института в Лондоне. Автор научных трудов по истории финансов в России.
Ему принадлежит одна из первых рецензий на русский перевод I тома книги «Капитал» К. Маркса (статья И. Кауфмана «Точка зрения политико-экономической критики у Карла Маркса», опубликованная в журнале «Вестник Европы» № 5, май 1872 года). «Весьма учёный и в общем сочувственный этюд», — по характеристике М. Ковалевского, который также утверждает, что «из всего написанного о „Капитале“ в России Маркс всего более ценил статью Кауфмана». В послесловии ко второму изданию I тома «Капитала» Маркс воспроизвёл значительную часть этой рецензии, поскольку в ней дана совершенно точная, по оценке Маркса, характеристика применённого в «Капитале» диалектического метода.
До перехода в православие принимал участие в делах Общества для распространения просвещения между евреями в России и в русско-еврейском журнале «Рассвет».

## Семья
Был женат на Фанни Моисеевне Берлин, дочери историка М. И. Берлин.
Сын — Владимир Илларионович Кауфман (1885, Петербург — 1950, Ленинград) — советский юрист, педагог, психолог.

## Публикации
Труды Кауфмана посвящены вопросам денежного обращения и кредита, преимущественно государственного. С поступлением его на службу в Центральный статистический комитет, они получили характер статистических исследований (печ. во «Временнике» комитета, серия II), представляющих много ценного и хорошо разработанного материала для истории нашего финансового хозяйства.
Особенно важна его «Статистика государственных финансов России в 1862—1884 гг.» (СПб., 1886), где впервые обнародован в систематическом виде цифровой материал, могущий служить для проверки проектов улучшения наших финансов.
Другие труды Кауфмана:
- «Теория колебания цен» (Харьков, 1867);
- «К учению о деньгах и кредите» (вып. I, Харьк., 1868);
- «Статистика русск. банков» (СПб., 1872-76; здесь, между прочим, имеется очерк наших старых государственных кредитных установлений, предшествовавших государственному банку);
- «Теория и практика банкового дела» (СПб., 1873-77; первый том — магистерская, второй — докторская диссертация; во втором томе помещен перевод истории старинных кредитных учреждений Пьетро Рота);
- «Обзор проектов, вышедших в 1861-78 гг. по вопросу о преобразовании кредитной денежной системы России» (СПб., 1878);
- «Бумажно-денежные проекты и экстраординарные финансы» (СПб., 1879, из VII т. «Сборника государственного знания» Безобразова);
- «Кредитные билеты, их упадок и восстановление» (СПб., 1888);
- «Основании расчетов по публичным займам, государственным, городским, железнодорожным, ипотечным и т. п.» (СПб., 1891; этот труд издан в видах содействия успешной разработке статистических материалов о публичных займах; автор излагает приемы вычислений, применяемые к публичным займам, положив в основу их правила элементарной математики и взяв за отправную точку не интерес капиталиста-кредитора, а интерес должника, преимущественно государства);
- «Вексельные курсы России за 50 лет, 1841-90» (СПб., 1892).
- «Из истории бумажных денег в России» Архивная копия от 29 ноября 2016 на Wayback Machine — СПб., 1909.
- «Серебряный рубль в России от его возникновения до конца XIX века» (СПб., 1910)

Кроме того, Кауфман напечатал ряд статей в «Вестнике Европы»:
- «Государственные долги» (1872 г. 9);
- «Наши неотложные долги» (1874 г. 3);
- «Реформа кредитной денежной системы» (1875 г. № 3);
- «Государственные долги России» (1885 г., № 1 и 2).

### Издания
- Кауфман И. И. Кредитные билеты, их упадок и восстановление. — СПб., 1888. — 465 с.
- Кауфман И. И. Серебряный рубль в России от его возникновения до конца XIX века. — СПб., 1910. — 268 с.